# Рубчинский, Валентин Николаевич
Валенти́н Никола́евич Рубчи́нский (укр. Валентин Миколайович Рубчинський; род. 15 февраля 2002, Луцк) — украинский футболист, полузащитник киевского «Динамо».

## Клубная карьера
Родился в Луцке, является воспитанником днепровской академии.
В январе 2018 вошел в основной состав «Днепра» и выступал во Второй лиге Украины.
В феврале 2019 года перешел в другой днепровский клуб — «Днепр-1» и дебютировал за клуб в победном матче против «Сум» 12 апреля 2019 года в Первой лиге Украины, выйдя на замену во втором тайме.
В Лиге Европы дебютировал 25 августа 2022 года в ответном матче квалификации против «АЕК (Ларнака)», который днепряне проиграли со счетом 0-3.
В УПЛ дебютировал 28 августа 2022 в победном матче против киевского «Динамо» (3-0), заменив на 79-й минуте Владимира Танчика и сразу же оформил дебютный гол, отличившись на 90+1-й минуте.
В Лиге конференций дебютировал 8 сентября 2022 года в проигранном матче первого тура группового турнира с «АЗ» (0-1), выйдя на поле со стартовых минут и отыграв до 78-й минуты, когда его заменили Игорем Когутом. А уже в следующем матче с кипрским «Аполлоном» отметился дебютным голом в еврокубках.

## Карьера в сборной
Играл за юношеские сборные Украины разных возрастов — U-15, U-16 и U-17.

## Достижения
«Днепр-1»
- Серебряный призёр чемпионата Украины: 2022/23

«Динамо» (Киев)
- Чемпион Украины: 2024/25

Сборная Украины
- Победитель турнира в Тулоне: 2024